# Jérémy Pied
Jérémy Pied, né le 23 février 1989 à Grenoble (Isère), est un footballeur français qui évolue au poste de défenseur.

## Biographie

### Formation
Jérémy Pied commence à jouer au football lors de la saison 1997/1998 à l'âge de 8 ans avec le club de sa ville, l'Union sportive de Saint-Egrève (Usse).
Deux ans plus tard, il rejoint le Grenoble Foot 38 par l'intermédiaire de Dominique Marcone, alors recruteur des jeunes et entraîneur de la catégorie 11ans du club.
Plusieurs entraineurs s'occupent de sa pré-formation en sport-étude, notamment François Saragaglia, Didier Garcin et Olivier Saragaglia ou encore Daniel Chichilianne.
Après cinq saisons passées au Grenoble Foot 38, deux recruteurs de l'Olympique lyonnais, Alain Thiry et Gérard Bonneau repèrent Jérémy à travers différents matchs et notamment plusieurs sélections régionales, un contrat (Aspirant) de trois ans lui est proposé, il l'accepte et intègre directement le Centre Tola-Vologe.
Les entraineurs Armand Garrido, Abdelkader Belarbi et Alain Olio entament sa formation, sa position favorite sur le terrain est ailier droit grâce notamment à sa pointe de vitesse, sa capacité à éliminer ses adversaires et surtout sa qualité de centre et de dernière passe devant le but.
Jérémy est récompensé de sa première excellente saison à l'Olympique lyonnais en participant et en gagnant le Tournoi de Montaigu avec l'Équipe de France des moins de 16 ans de football (mars 2005). Il s'agit là de sa première convocation en équipe nationale.
L'année suivante, âgé de 16 ans, il se fait remarquer en étant surclassé pour jouer la demi-finale de la Coupe Gambardella 2005-2006 avec la catégorie 18 ans de l'Olympique lyonnais et en offrant la victoire aux siens en marquant de près du pied gauche après un superbe crochet dans la surface adverse. Malheureusement par la suite, l'équipe s'inclinera en finale de la compétition face au RC Strasbourg, Jérémy jouera les dernières minutes du match.
En 2005/2006, un nouveau contrat (Elite) pour une durée de 5 ans lui est proposé, il l'accepte.
Les entraineurs Patrick Paillot, Robert Valette et Georges Prost poursuivent sa formation jusqu'au Championnat de France de football de National 2 (CFA).
En 2008, Jérémy termine ses études au Lycée Frédéric Fays de Villeurbanne avec l'obtention de son Baccalauréat Science et Technologie de la Gestion (STG).
Durant la saison 2008/2009, Claude Puel, alors entraineur de l'équipe professionnel fait appel à Jérémy pour s'entrainer avec le groupe professionnel à de multiples reprises. Le coach l'intègre dans l'équipe une en match officiel à sept reprises durant toute la saison, sans jamais le faire entrer en jeu.
En parallèle, toujours en 2008/2009, il remporte le titre des réserves pros CFA. Capitaine et joueur le plus utilisé de l'effectif, il totalise 10 buts et 10 passes décisives à la fin de la saison.

### Débuts professionnels à Lyon et prêt à Metz
L'année suivante, en 2009/2010, son contrat (Elite) se transforme automatiquement en contrat professionnel, désormais son principal souhait est d'avoir du temps de jeu au niveau professionnel, il décide donc, avec l'accord de Jean-Michel Aulas et Claude Puel, de se faire prêter pour une durée d'un an au Football Club de Metz alors en Ligue 2.
À la suite de sa bonne saison avec le FC Metz, l'Olympique lyonnais le rappelle de son prêt et l'intègre dans son groupe professionnel pour la saison 2010-2011.
Le 7 août 2010, il dispute son premier match de Ligue 1 lors de la première journée de championnat face à l'AS Monaco (0 à 0 score final), remplaçant Bafétimbi Gomis à la 75e minute du match.
Le 11 septembre 2010, il est titularisé pour la première fois avec Lyon, il en profite pour inscrire son premier but en Ligue 1 (de la tête) lors de la 5e journée à Gerland face à Valenciennes .
Le 14 septembre 2010, il dispute son premier match de Ligue des champions face à Schalke 04, en entrant peu après l'heure de jeu, remplaçant Michel Bastos le seul buteur du match pour une victoire 1-0.
Le 3 décembre 2010, l'Olympique lyonnais annonce la prolongation du contrat de Jérémy de deux ans, soit jusqu'en juin 2014.

### Nice et prêt à Guingamp
Le 26 août 2012, il signe un contrat de quatre ans avec l'OGC Nice.
Le 25 août 2014, il rejoint Guingamp dans le cadre d'un prêt d'un an sans option d'achat.
Jérémy est un artisan majeur de la belle saison du club breton avec 41 matchs disputés pour un total de 4 buts et 9 passes décisives, une dixième place au classement de Ligue 1, quart de finaliste de la Coupe de la Ligue, demi finaliste de la Coupe de France et un seizième de final de Ligue Europa joué contre le Dynamo Kiev .
Autre fait marquant lors de cette saison, la victoire 1-0 contre l'ogre PSG au stade de Roudourou, Jérémy inscrit l'unique but de la partie de la tête après un coup franc de Thibault Giresse à la 11e minute de jeu.
En août 2015, il retourne du côté de l'Olympique Gymnaste Club Nice Côte d'Azur pour sa dernière année de contrat.
Après plusieurs absences en défense pour son équipe, il se retrouve au poste de latéral droit lors de la victoire contre le SM Caen à l'Allianz Riviera pour la 3e journée de Ligue 1. Satisfaisant à ce nouveau poste, il devient titulaire de l'équipe tant à droite qu'à gauche sur le terrain.
Après un superbe mois de novembre avec notamment deux grandes performances contre l'Olympique de Marseille et l'Olympique lyonnais, il est d'ailleurs élu Aiglons du mois par les supporters du club.
Le club finit quatrième du classement de Ligue 1 et se qualifie directement pour la phase de groupe de la Ligue Europa l'année suivante. Jérémy lui termine la saison avec 35 matchs et 3 passes décisives au compteur.

### Southampton FC
En août 2016, il signe un contrat de deux ans avec le Southampton Football Club, il joue son premier match lors de la première journée de Premier League à domicile contre Watford.
Après une grave blessure au genou, il ne joue plus en 2016 et effectue son retour sur les terrains le 13 mai 2017 au Riverside Stadium de Middlesbrough Football Club pour une victoire 2-1 de son équipe.

### LOSC Lille
Le 31 août 2018, il s'engage pour deux ans avec le LOSC Lille. Le 28 octobre 2018, il fait ses débuts avec les Dogues (victoire 1-0 contre Caen).
Il remporte le championnat de France 2020-2021 avec le LOSC. Il quitte le club, libre de tout contrat, la saison suivante.

## Statistiques
| Saison                | Club                  | Championnat           | Championnat | Championnat | Championnat | Coupe nationale | Coupe nationale | Coupe nationale | Coupe de la Ligue | Coupe de la Ligue | Coupe de la Ligue | Compétition(s) continentale(s) | Compétition(s) continentale(s) | Compétition(s) continentale(s) | Compétition(s) continentale(s) | Total | Total | Total |
| Saison                | Club                  | Division              | M.          | B.          | P.d.        | M.              | B.              | P.d.            | M.                | B.                | P.d.              | Comp.                          | M.                             | B.                             | P.d.                           | M.    | B.    | P.d.  |
| 2009-2010             | FC Metz (prêt)        | Ligue 2               | 37          | 4           | 6           | 2               | 0               | 1               | 2                 | 0                 | 1                 | -                              | -                              | -                              | -                              | 41    | 4     | 8     |
| Sous-total            | Sous-total            | Sous-total            | 37          | 4           | 6           | 2               | 0               | 1               | 2                 | 0                 | 1                 | -                              | -                              | -                              | -                              | 41    | 4     | 8     |
| 2010-2011             | Olympique lyonnais    | Ligue 1               | 25          | 3           | 2           | 2               | 0               | 0               | 1                 | 0                 | 1                 | C1                             | 8                              | 0                              | 0                              | 36    | 3     | 3     |
| 2011-2012             | Olympique lyonnais    | Ligue 1               | 14          | 1           | 2           | 2               | 0               | 2               | -                 | -                 | -                 | C1                             | 3                              | 0                              | 0                              | 19    | 1     | 4     |
| 2012-2013             | Olympique lyonnais    | Ligue 1               | 1           | 0           | 0           | -               | -               | -               | -                 | -                 | -                 | -                              | -                              | -                              | -                              | 1     | 0     | 0     |
| Sous-total            | Sous-total            | Sous-total            | 40          | 4           | 4           | 4               | 0               | 2               | 1                 | 0                 | 1                 | -                              | 11                             | 0                              | 0                              | 56    | 4     | 7     |
| 2012-2013             | OGC Nice              | Ligue 1               | 26          | 0           | 4           | 1               | 0               | 0               | 3                 | 0                 | 2                 | -                              | -                              | -                              | -                              | 30    | 0     | 6     |
| 2013-2014             | OGC Nice              | Ligue 1               | 21          | 1           | 1           | 2               | 0               | 0               | 1                 | 1                 | 0                 | C3                             | 2                              | 0                              | 0                              | 26    | 2     | 1     |
| 2014-2015             | OGC Nice              | Ligue 1               | 2           | 0           | 0           | -               | -               | -               | -                 | -                 | -                 | -                              | -                              | -                              | -                              | 2     | 0     | 0     |
| 2015-2016             | OGC Nice              | Ligue 1               | 33          | 0           | 3           | -               | -               | -               | 2                 | 0                 | 0                 | -                              | -                              | -                              | -                              | 35    | 0     | 3     |
| Sous-total            | Sous-total            | Sous-total            | 82          | 1           | 5           | 3               | 0               | 0               | 6                 | 1                 | 2                 | -                              | 2                              | 0                              | 0                              | 93    | 2     | 7     |
| 2014-2015             | EA Guingamp (prêt)    | Ligue 1               | 28          | 2           | 6           | 4               | 2               | 2               | 2                 | 0                 | 0                 | C3                             | 7                              | 0                              | 1                              | 41    | 4     | 9     |
| Sous-total            | Sous-total            | Sous-total            | 28          | 2           | 6           | 4               | 2               | 2               | 2                 | 0                 | 0                 | -                              | 7                              | 0                              | 1                              | 41    | 4     | 9     |
| 2016-2017             | Southampton FC        | Premier League        | 4           | 0           | 0           | -               | -               | -               | -                 | -                 | -                 | -                              | -                              | -                              | -                              | 4     | 0     | 0     |
| 2017-2018             | Southampton FC        | Premier League        | 2           | 0           | 1           | 1               | 0               | 0               | 1                 | 0                 | 0                 | -                              | -                              | -                              | -                              | 4     | 0     | 1     |
| Sous-total            | Sous-total            | Sous-total            | 6           | 0           | 1           | 1               | 0               | 0               | 1                 | 0                 | 0                 | -                              | -                              | -                              | -                              | 8     | 0     | 1     |
| 2018-2019             | LOSC Lille            | Ligue 1               | 11          | 0           | 0           | 1               | 0               | 0               | 1                 | 0                 | 0                 | -                              | -                              | -                              | -                              | 13    | 0     | 0     |
| 2019-2020             | LOSC Lille            | Ligue 1               | 5           | 0           | 0           | 1               | 0               | 0               | 2                 | 0                 | 0                 | C1                             | 1                              | 0                              | 0                              | 9     | 0     | 0     |
| 2020-2021             | LOSC Lille            | Ligue 1               | 6           | 0           | 0           | 3               | 0               | 1               | -                 | -                 | -                 | C3                             | 3                              | 0                              | 0                              | 12    | 0     | 1     |
| 2021-2022             | LOSC Lille            | Ligue 1               | 2           | 0           | 0           | 1               | 0               | 0               | -                 | -                 | -                 | C1                             | 0                              | 0                              | 0                              | 3     | 0     | 0     |
| Sous-total            | Sous-total            | Sous-total            | 24          | 0           | 0           | 6               | 0               | 0               | 3                 | 0                 | 0                 | -                              | 4                              | 0                              | 0                              | 37    | 0     | 0     |
| Total sur la carrière | Total sur la carrière | Total sur la carrière | 207         | 11          | 23          | 19              | 2               | 1               | 15                | 1                 | 5                 | -                              | 24                             | 0                              | 0                              | 265   | 14    | 29    |

## Palmarès
Olympique lyonnais
- Coupe de France
  - Vainqueur : 2012
- Trophée des Champions
  - Vainqueur : 2012

 LOSC Lille
- Championnat de France
  - Vainqueur : 2021
- Trophée des Champions
  - Vainqueur : 2021